# Peter Martensen
Peter Martensen (født 26. november 1953 i Odense) er en dansk maler og grafiker.
Martensen blev uddannet fra Det Fynske Kunstakademi i 1977 og har desuden studeret hos Dan Sterup-Hansen på Det Kongelige Danske Kunstakademi fra 1982 til 1984. Han debuterede i 1972. Stilistisk tilhører han nyrealismen og anvender ofte fotografiet som udgangspunkt for sine malerier.
Han har portrætteret de tidligere formænd for Folketinget, Erling Olsen og Christian Mejdahl. Disse værker hænger i Folketinget. Desuden flygtningehøjkommissær Poul Hartling, Det Nationalhistoriske museum Frederiksborg Slot. Han er repræsenteret med værker på bl.a. Kastrupgårdsamlingen, Statens Museum for Kunst, Vejle Kunstmuseum, Kunstmuseet i Tønder, Göteborgs Kunstmuseum, Musée d'Art Moderne et Contemporain, Saint-Etienne i Frankrig og på Victoria and Albert Museum i London.
Peter Martensen arbejder også med video og lydperformance.

## Hæder
- 1985, Gerhard Henning
- 1986, Henry Heerup
- 1987, Ernst Goldschmidt
- 1988, J.W. Larsen
- 1990, Tuborgfondet
- 1990, Dronning Ingrids romerske Fond
- 1992, Irgens-Bergh
- 2010, Statens Kunstfonds 3årige arbejdslegat

## Ekstern henvisninger
- Peter Martensens hjemmeside
- Portræt af Peter Martensen på Kunstonline.dk
- Peter Martensen på Kunstindeks Danmark/Weilbachs Kunstnerleksikon